# Thông trắng miền tây
Thông trắng miền tây (danh pháp hai phần: Pinus monticola; họ Pinaceae) là loài thông có trong khu vực miền núi ở miền tây Hoa Kỳ và Canada, đặc biệt là khu vực Sierra Nevada, dãy núi Cascade, dãy núi Coast và phía bắc dãy núi Rocky. Loài thông này có thể sống tại các cao độ ngang mực nước biển trong nhiều khu vực, cụ thể là tại Oregon và Washington. Nó là cây biểu trưng của bang Idaho.

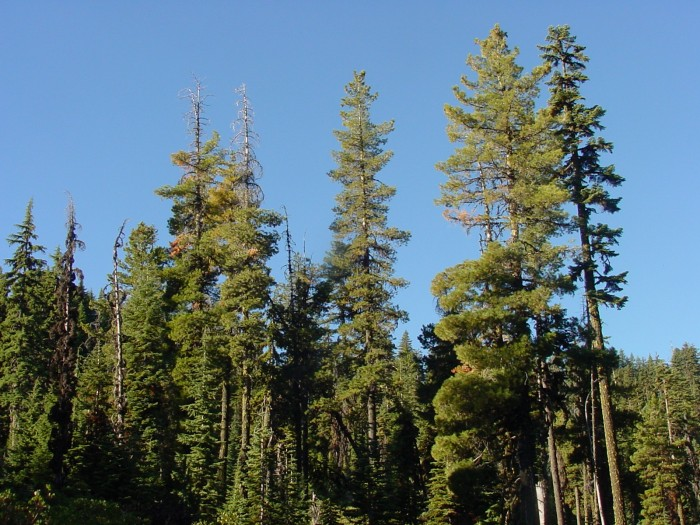
Các cây trưởng thành trong rừng hỗn hợp, một số bị tàn rụi do nấm gỉ sét.

Thông trắng miền tây là cây thân gỗ lớn, cao tới 30–50 m và đôi khi tới 70 m. Là thành viên của nhóm thông trắng (phân chi Strobus) của chi Pinus, nên giống như các thành viên khác của nhóm này, các lá kim của nó mọc thành chùm gồm 5 lá, với vỏ bao sớm rụng. Các lá kim có khía răng cưa mịn, dài 5–13 cm. Các nón thuôn dài và mảnh dẻ, dài 12–32 cm và rộng 3–4 cm (khi chưa mở), còn khi mở thì rộng 5–8 cm; các vảy mỏng và dẻo. Các hạt nhỏ, dài 4–7 mm với cánh mỏng và dài 15–22 mm.
Nó có họ hàng với thông trắng miền đông (Pinus strobus), chỉ khác ở chỗ có nón lớn hơn, các lá tồn tại hơi lâu hơn (2-3 năm thay vì 1,5-2 năm) với các dải khí khổng rõ nét hơn, cũng như cách mọc hơi hẹp và hơi rậm rạp hơn. Các cành sinh ra theo vòng xoắn đều, với tốc độ sinh sản 1 cành/năm; điều này là rõ nét ở các cây mọc hẹp trong khu vực dày cây, trong khi ở các cây mọc có không gian rộng thì có dạng tròn hơn với các cành cây to tỏa rộng. Nó được trồng rộng rãi như là một loại cây tạo cảnh quan, nhưng trong quá khứ cũng bị đốn hạ nhiều.

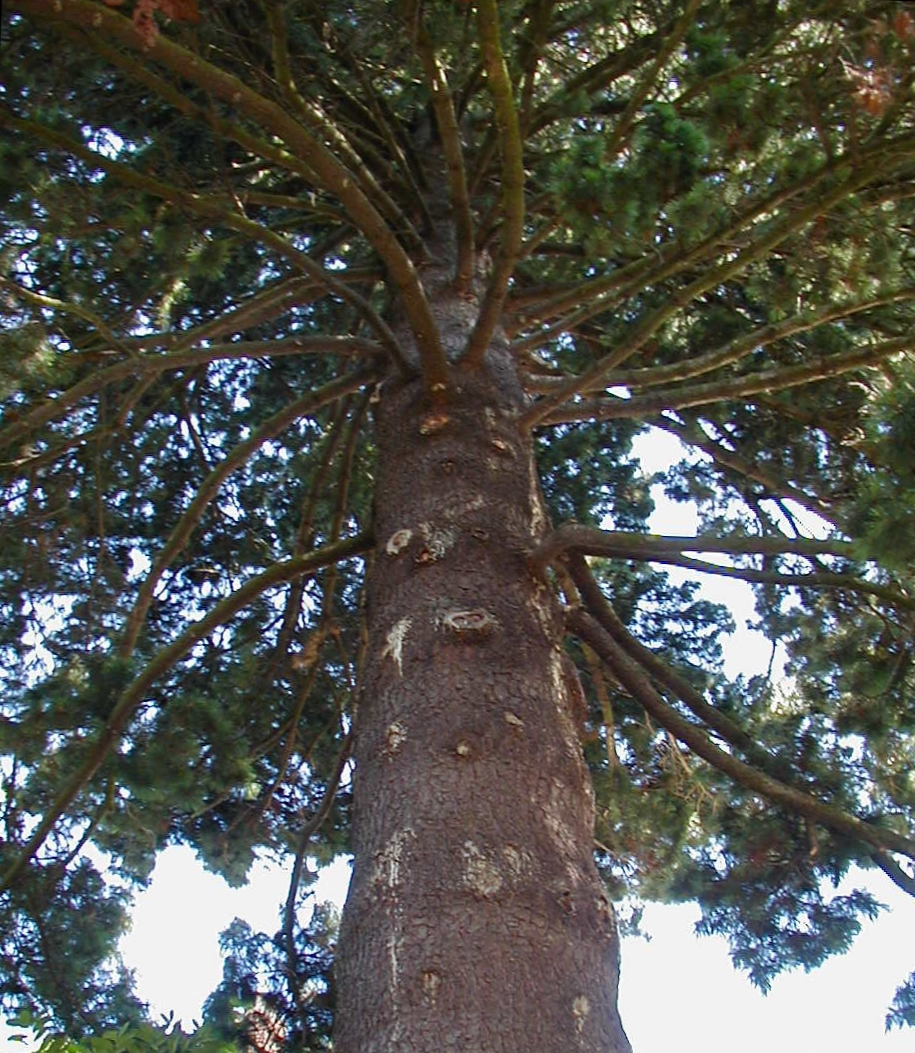
Thông trắng miền tây tại Portland, Oregon

Nó bị nấm gỉ sét phồng rộp thông trắng (Cronartium ribicola) phá hại nhiều. Cục Lâm nghiệp Hoa Kỳ ước tính 90% thông trắng miền tây bị giết chết bởi nấm gỉ sét này ở phía tây dãy núi Cascade. Nhiều quần thể lớn đã bị thay thế bằng các loài thông khác hay các loài cây không phải thông.
Khả năng đề kháng đối với nấm gỉ sét là di truyền, và do sự biến động di truyền ở thông trắng miền tây nên một số cá thể cây lại ít bị nấm gỉ sét tác động. Cục Lâm nghiệp Hoa Kỳ có chương trình định vị và tạo giống thông trắng miền tây và thông Lamberta có khả năng kháng nấm. Các cây giống non của các loài này đã dược đem trồng trong tự nhiên.